# Каиб, Рами
Рами Каиб (швед. Rami Kaib; род. 8 мая 1997, Швеция) — тунисский и шведский футболист, защитник «Эльфсборг» и национальной сборной Туниса.

## Клубная карьера
Начинал заниматься футболом в «ИФК Нючёпинг» в восьмилетнем возрасте, откуда через четыре года перешёл в «Нючёпинг». В 15 лет проходил просмотры в шведских «Норрчёпинге» и АИК, а также итальянской «Фиорентине». В августе 2013 года присоединился к молодёжной команде «Эльфсборга», вместе с которой осенью 2015 года принимал участие в юношеской лиге УЕФА.
Перед сезоном 2016 года подписал с «Эльфсборгом» первый контракт. 30 июля того же года дебютировал за основную команду клуба в чемпионате Швеции в гостевом поединке с «Эстерсундом», появившись на поле в середине второго тайма. В сезоне 2020 года вместе с командой занял второе место в турнирной таблице и завоевал серебряные медали.
13 января 2021 года перешёл в нидерландский «Херенвен», заключив контракт на три с половиной года. 23 января дебютировал в Эредивизи в матче с «Хераклесом», заменив на 79-й минуте Люкаса Вауденберга.

## Карьера в сборных
Выступал за юношескую сборную Швеции. В её составе дебютировал 24 марта 2016 года в матче элитного раунда отбора к чемпионату Европы с Португалией.
В мае 2022 года принял решение выступать за национальную сборную Туниса. В июне был вызван в сборную для выступления в товарищеском турнире Кубок Кирин. На турнире принял участие во всех двух матчах: полуфинальном с Чили и финальном с Японией. В решающем матче сборная Туниса разгромила хозяев со счётом 3:0 и стала победителем турнира.

## Достижения
«Эльфсборг»:
- Серебряный призёр чемпионата Швеции: 2020

Сборная Туниса:
- Победитель Кубка Кирин: 2022

## Клубная статистика
| Выступление      | Выступление      | Выступление      | Лига | Лига | Кубки | Кубки | Конт. кубки | Конт. кубки | Итого | Итого |
| Клуб             | Лига             | Сезон            | Игры | Голы | Игры  | Голы  | Игры        | Голы        | Игры  | Голы  |
| ---------------- | ---------------- | ---------------- | ---- | ---- | ----- | ----- | ----------- | ----------- | ----- | ----- |
| Эльфсборг        | Алльсвенскан     | 2016             | 5    | 0    | 0     | 0     | 0           | 0           | 5     | 0     |
| Эльфсборг        | Алльсвенскан     | 2017             | 4    | 0    | 2     | 0     | 0           | 0           | 6     | 0     |
| Эльфсборг        | Алльсвенскан     | 2018             | 23   | 0    | 2     | 0     | 0           | 0           | 25    | 0     |
| Эльфсборг        | Алльсвенскан     | 2019             | 9    | 1    | 2     | 0     | 0           | 0           | 11    | 1     |
| Эльфсборг        | Алльсвенскан     | 2020             | 16   | 0    | 4     | 0     | 0           | 0           | 20    | 0     |
| Эльфсборг        | Итого            | Итого            | 57   | 1    | 10    | 0     | 0           | 0           | 67    | 1     |
| Херенвен         | Эредивизи        | 2020/21          | 15   | 0    | 3     | 1     | 0           | 0           | 18    | 1     |
| Херенвен         | Эредивизи        | 2021/22          | 25   | 0    | 3     | 0     | 0           | 0           | 28    | 0     |
| Херенвен         | Эредивизи        | 2022/23          | 21   | 1    | 3     | 0     | 0           | 0           | 24    | 1     |
| Херенвен         | Итого            | Итого            | 61   | 1    | 9     | 1     | 0           | 0           | 70    | 2     |
| Юргорден         | Алльсвенскан     | 2023             | 2    | 0    | 0     | 0     | 1           | 0           | 3     | 0     |
| Юргорден         | Итого            | Итого            | 2    | 0    | 0     | 0     | 1           | 0           | 3     | 0     |
| Всего за карьеру | Всего за карьеру | Всего за карьеру | 120  | 2    | 19    | 1     | 1           | 0           | 140   | 3     |

## Статистика в сборной
| Матчи и голы Рами Каиба за национальную сборную Туниса | Матчи и голы Рами Каиба за национальную сборную Туниса | Матчи и голы Рами Каиба за национальную сборную Туниса | Матчи и голы Рами Каиба за национальную сборную Туниса | Матчи и голы Рами Каиба за национальную сборную Туниса | Матчи и голы Рами Каиба за национальную сборную Туниса |
| №                                                      | Дата                                                   | Оппонент                                               | Счёт                                                   | Голы                                                   | Соревнование                                           |
| ------------------------------------------------------ | ------------------------------------------------------ | ------------------------------------------------------ | ------------------------------------------------------ | ------------------------------------------------------ | ------------------------------------------------------ |
| 1                                                      | 10 июня 2022                                           | Чили                                                   | 2:0                                                    | 0                                                      | Кубок Кирин 2022                                       |
| 2                                                      | 14 июня 2022                                           | Япония                                                 | 3:0                                                    | 0                                                      | Кубок Кирин 2022                                       |

Итого:2 матча и 0 голов; 2 победы, 0 ничьих, 0 поражений.